# Villa Banfi - Ex Convento di San Francesco
Villa Banfi è una residenza privata anticamente sede del convento dei frati francescani soppresso nel 1798 da Napoleone e acquistato, nel 1799, dalla famiglia Banfi.

## Storia
Il convento fu edificato nel XIII secolo dai frati francescani che si erano stanziati nel convento di Oreno, località che pare avesse ospitato anche il santo titolare, fuori le mura cittadine diventando uno dei più antichi insediamenti dell'ordine sul territorio milanese. Il convento fu edificato in prossimità dell'antica dimora di Ginesmerio dei Vimercati nel 1052 diventata poi l'antico Hospitale S. Johannis de burgo,  fondato nel 1140.
A conferma vi è un documento del 21 luglio 1295 dove i frati dell'ospedale di San Giovanni vendono un legato al canonico di Santo Stefano Lorenzo del Lambro. Vennero inoltre nominati guardiani dell'ospedale i frati Andrea da Villa e Stefano da Lecco e ministro frate Zanebello.
I frati ebbero sicuramente buoni rapporti con l'amministrazione dell'hospitale; risulta infatti una donazione di tutto quanto possedeva in beni presenti nell'ospedale, compreso il letto e gli arredi, del 19 novembre 1383 di frate Giovanni da Concesa.
Il convento dipendeva dalla custodia di Monza e fu da subito sede di importanti frati nominati lettori e maestri. La sua prosperità aumentò grazie ai lasciti testamentari delle importanti famiglie del territorio; tra questi anche Francesco Sforza, che vi alloggiò nel 1450, facendo dono di una nuova cappella intitolata al suo santo protettore, Giovanni Evangelista. 
I frati ebbero però difficoltà con i canonici della collegiata di Santo Stefano, fin dal Cinquecento; dissapori che portarono a contrasti anche accesi fino al Settecento.
Il complesso monastico fu soppresso nel 1798 dalla Repubblica Cisalpina, e i frati restarono sul territorio come sacerdoti. I locali furono acquistati all'asta da Giuseppe Banfi, allora podestà di Vimercate, diventando civile abitazione. I locali furono destinati a uso militare durante il Risorgimento dall'esercito sabaudo, forse luogo di ricovero per gli ufficiali e il re Vittorio Emanuele II dopo la vittoria sull'esercito austriaco nella battaglia di Magenta del 4 giugno 1859. 

## Descrizione

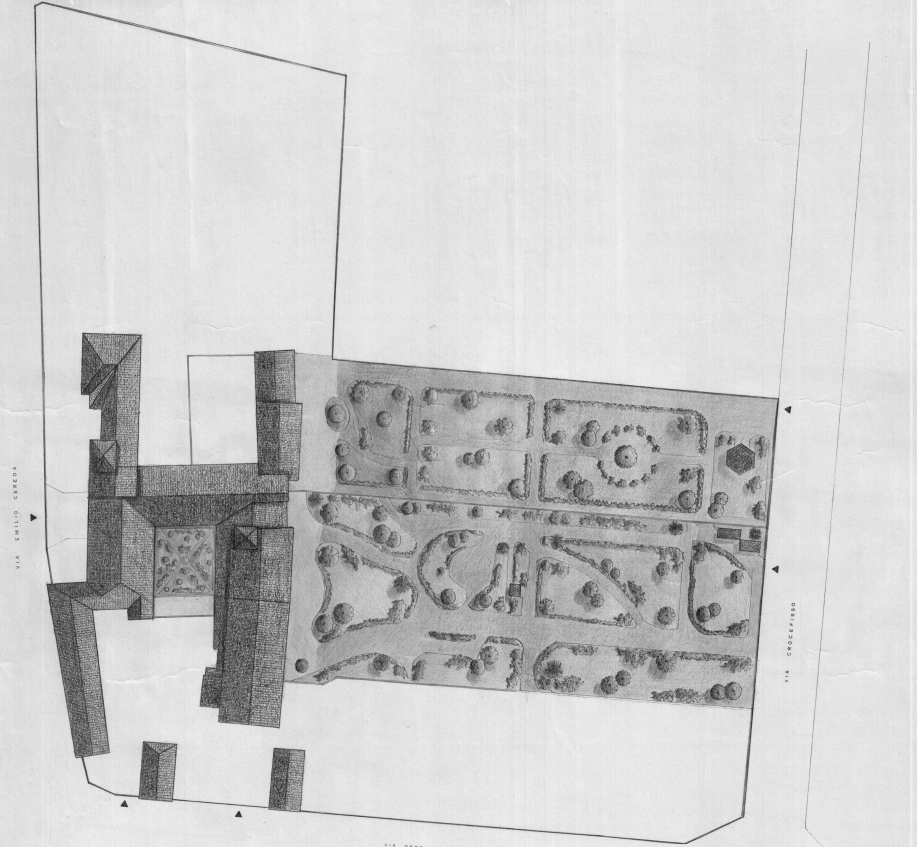
Planimetria generale

Il complesso monastico conserva nel piano inferiore la struttura originaria risalente al XIV secolo, mentre il piano nobile risulta grandemente rimaneggiato tra il XIX e il XX secolo, anche se è rimasto intatto il grande affresco della Madonna della Misericordia, immagine raffigurante la Vergine che accoglie nel suo ampio mantello sorretto da angeli, una schiera di santi e fedeli a lei prostrati. Il salone delle feste, usato dalla famiglia, ospita un grande camino, e una bifora, facente parte dell'antica chiesa, nonché un'apertura lunettata di grande misura che poteva essere quella che illuminava l'antica navata. La struttura ospita la sala dedicata ai fumatori e quella che viene detta «la stanza manzoniana», che conserva una «sperada» in argento, bene della famiglia Banfi. 
Il solo affresco che ospita la datazione del 1354 è posto sulla parete del corridoio diviso in due parti dopo che fu posta una lapide a memoria del conte Giorgio Giuliani. L'affresco si divide in due parti, a destra la Crocifissione con la Vergine e san Giovanni Evangelista, mentre a sinistra vi sono san Giovanni dei Pellegrini e santa Francesca Romana; i due dipinti sono divisi da una colonna tortile policroma.
La torre campanaria è una ricostruzione dei primi anni del Novecento, in quanto l'antica era stata distrutta da un fulmine. Conserva però al suo interno affreschi che sarebbero ascrivibili al 1340, molto semplici e raffiguranti stelle con la cometa su fondo bianco. È possibile ritrovare la medesima raffigurazione nel duomo di Monza.